# 代斯波托瓦茨

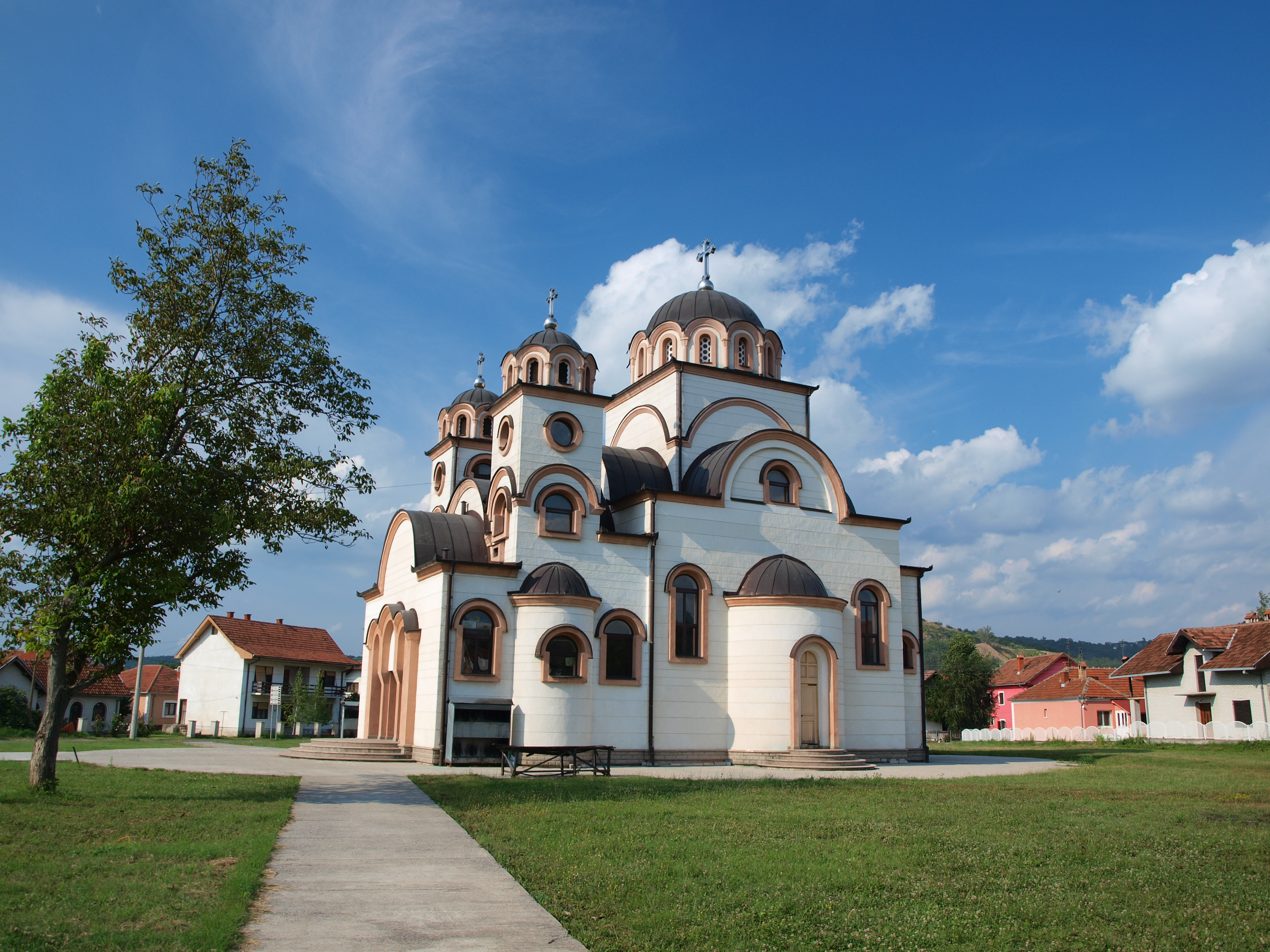

代斯波托瓦茨是塞爾維亞的城鎮，由波莫拉夫列州負責管轄，位於該國東部，距離首都貝爾格萊德約130公里，面積623平方公里，海拔高度264米，2011年人口4,212。